# Sultana Point
Sultana Point är en udde i Australien. Den ligger i kommunen Yorke Peninsula och delstaten South Australia, omkring 80 kilometer väster om delstatshuvudstaden Adelaide.
Trakten är glest befolkad. Närmaste större samhälle är Yorketown, omkring 17 kilometer nordväst om Sultana Point.
Genomsnittlig årsnederbörd är 719 millimeter. Den regnigaste månaden är juni, med i genomsnitt 144 mm nederbörd, och den torraste är januari, med 16 mm nederbörd.